# أ. جاي والاس
أ. جاي والاس (بالإنجليزية: A. J. Wallace)‏ هو لاعب كرة قدم أمريكية أمريكي، ولد في 23 مايو 1988.

## وصلات خارجية
- أ. جاي والاس على موقع JustSportsStats.com (الإنجليزية)